# 바라우
바라우는 애니메이션 "성전사 단바인"에 등장하는 가공의 병기, 윙 캘리버다. 여기에서는 그 발전형인 즐론도 함께 소개한다.

## 바라우
주로 드라믈로 지원을 목적으로 드레이크 군이 최초로 개발한 윙 캘리버. 비쇼트 군에도 제식 채용되고 있다. 기본적으로 오라 배틀러 수송용이지만, 배틀러 이탈 후는 지원 공격기처럼 운용된다. 오라 배틀러와의 합체 (접합)는 기믹이 빡빡한 기븐 가의 포우와는 대조적이어서, 공기저항을 그다지 고려하지 않고 동체 위로 올라타는 단순한 형식을 채용하고 있다. 기체색은 모스 그린 & 레드이다.
벌을 방불케 하는 외견을 가진 기체로, 몸통 안에 기관포 4문과 동체 밑의 파일런에 미사일 4발을 무장으로서 갖춘다 (꼬리 부분의 바늘은 일견, 무기로 보이지만 본편에서는 미사용. 그냥 안테나라는 설이 있음). 조종석은 종렬 복좌로 승무원은 2명 (한명이라도 조종은 가능. 나중에 오토 파일럿 기구가 장비되어, 오라 배틀러 측에서의 무인조작이 가능해진다). 본 기는 비란비 이후의 기체도 탑승 가능하지만, 후기에 설계된 대형 오라 배틀러 탑승 시에는 안정성이 흐트러지는 결점이 있어, 중반 이후는 후계기 즐론에게 주력의 자리를 양보하고 있다.
오라 머신이 귀중하던 초기에는, 그 나름의 신분을 가진 하급기사 계급 (가랄리아 등)에게 주어지던 '다소 고귀한' 머신이었다. 제42화에 게어 가링으로부터 탈출한 리믈이 설명하고 있듯이, 오라력이 낮은 코몬이라도 용이하게 조종 가능한 모양이다. 이렇게 취급이 쉽고 기동성이 좋은 것 때문에, 즐론 등장 후에도 종반까지 병용되고 있다.

## 즐론
대형 오라 배틀러 탑재용으로 드레이크 군이 개발한 신형 윙 캘리버. 비쇼트 군에서도 제식채용되고 있다. 바라우의 확대 발전 판이지만, 고정 날개에 양력을 의지하고 있는 만큼, 추진력은 증가했지만 선회성은 바라우에 뒤진다고도 한다. 기체 색은 다크 블루. 장수말벌을 연상시키는 공격적인 스타일이 특징이다.
무장은 몸통 안에 기관포 2문과 날개 밑의 파일런에 미사일 6발. 승무원은 1명 (2명이라는 설도 있다). 오라 배틀러 측에서의 무인조작이나, 오토 파일럿 기구에 의한 무인비행 (다만, 오라 배틀러 이탈 후에 상공에서 선회를 계속하는 것 뿐)도 가능. 오라 배틀러와의 합체 (접합)는 바라우와는 달리, 동체 위의 해치를 오픈해서 오라 배틀러의 하반신을 수납하는 포우를 닮은 형식을 취하고 있어 (해치가 등받이가 되어서 기체에 걸터앉는 모양이 된다), 대형화된 기체규모와 함께 중량급의 오라 배틀러라도 안정된 수송이 가능해졌다. 바라우와 비교해서 속력은 별로 향상되지 않았지만, 약 3배나 대형인 만큼 피탄에는 더 강해져 있다.
오라 배틀러 대형화에 따라, 이야기 중반 이후의 주력 윙 캘리버로서 활약했다. 한편, 바라우와 같이 지원 공격기로서도 사용할 수 있지만, 극중에서는 무인운용만으로 단독으로 지원 전투에 투입되는 장면은 거의 보이지 않는다.

## 같이 보기
- 오라 머신 목록